# Stazione meteorologica di Torino Fisica dell'Atmosfera
La stazione meteorologica di Torino Fisica dell'Atmosfera è la stazione meteorologica di riferimento relativa alla città di Torino.

## Caratteristiche
La stazione meteorologica si trova nell'Italia peninsulare, in Piemonte, nel territorio del comune di Torino, a fianco del parco del Valentino, sul terrazzo dell'edificio che ospita il Dipartimento di Fisica dell'Università di Torino. L'altitudine della stazione è di 254 metri s.l.m. e le coordinate geografiche sono: 45°03′07.77″N 7°40′53.08″E. La stazione acquisisce dati da dicembre 1991, mentre dal 2005 è disponibile l'archivio web dei dati grezzi.

## Storia
La stazione meteorologica venne attivata il 9 dicembre 1991, grazie al Prof. Arnaldo Longhetto, coordinatore del gruppo di Fisica dell'Atmosfera nel Dipartimento di Fisica Generale dell'Università di Torino. Fu inizialmente dotata di termometro, igrometro, anemometro e pluviometro, a cui si aggiunsero un piranometro, un barometro e un microbarometro. Qui le specifiche dei sensori attualmente installati.
In passato, negli anni travagliati del primo dopoguerra, in occasione del progressivo smantellamento dei laboratori scientifici sulle torri romane di Palazzo Madama, l'Università di Torino decise di proseguire le osservazioni meteorologiche cittadine allestendo un osservatorio presso l'istituto di Fisica, al primo piano di via Valperga Caluso, e precisamente su una grossa capannina di forma parallelepipedoidale, ancorata ad una delle finestre. Tale stazione venne poi dismessa negli anni '50 del 1900.

## Medie climatiche ufficiali
Le statistiche sottostanti si riferiscono al periodo di disponibilità dei dati sull'archivio web.

### Dati climatologici 2005-2019
In base alla media trentennale di riferimento (2005-2019), la temperatura media del mese più freddo, gennaio, si attesta a +4,9 °C; quella del mese più caldo, luglio, è di +25,5 °C.
| Torino Fisica dell'Atmosfera (2005-2019) | Mesi | Mesi | Mesi | Mesi | Mesi | Mesi | Mesi | Mesi | Mesi | Mesi | Mesi  | Mesi | Stagioni | Stagioni | Stagioni | Stagioni | Anno  |
| Torino Fisica dell'Atmosfera (2005-2019) | Gen  | Feb  | Mar  | Apr  | Mag  | Giu  | Lug  | Ago  | Set  | Ott  | Nov   | Dic  | Inv      | Pri      | Est      | Aut      | Anno  |
| ---------------------------------------- | ---- | ---- | ---- | ---- | ---- | ---- | ---- | ---- | ---- | ---- | ----- | ---- | -------- | -------- | -------- | -------- | ----- |
| T. max. media (°C)                       | 8,8  | 10,4 | 15,6 | 19,6 | 23,5 | 27,8 | 30,6 | 29,5 | 25,4 | 19,3 | 12,9  | 9,2  | 9,5      | 19,6     | 29,3     | 19,2     | 19,4  |
| T. min. media (°C)                       | 1,0  | 1,9  | 6,1  | 10,2 | 13,8 | 18,1 | 20,4 | 19,6 | 16,0 | 11,8 | 6,1   | 1,4  | 1,4      | 10,0     | 19,4     | 11,3     | 10,5  |
| Giorni di calura (Tmax ≥ 30 °C)          | 0,0  | 0,0  | 0,0  | 0,1  | 1,7  | 8,9  | 18,4 | 13,7 | 2,9  | 0,1  | 0,0   | 0,0  | 0,0      | 1,8      | 41,0     | 3,0      | 45,8  |
| Giorni di gelo (Tmin ≤ 0 °C)             | 10,3 | 5,5  | 1,1  | 0,0  | 0,0  | 0,0  | 0,0  | 0,0  | 0,0  | 0,0  | 1,4   | 10,0 | 25,8     | 1,1      | 0,0      | 1,4      | 28,3  |
| Precipitazioni (mm)                      | 38,4 | 44,2 | 63,0 | 87,9 | 91,9 | 83,7 | 68,4 | 66,2 | 74,3 | 53,8 | 160,5 | 38,6 | 121,2    | 242,8    | 218,3    | 288,6    | 870,9 |

## Valori estremi

### Temperature estreme mensili dal 2005 ad oggi
Nella tabella sottostante sono riportate le temperature massime e minime assolute mensili, stagionali ed annuali dal 2005 ad oggi, con il relativo anno in cui si queste si sono registrate. La massima assoluta del periodo esaminato di +38,8 °C risale al 27 giugno 2019, seguito a ruota dal 28 giugno con 38,7 °C e dal 7 agosto 2015 con 38,6 °C. La temperatura minima assoluta appartiene invece al 7 febbraio 2012, durante l'intensa ondata di freddo del 2012, con un abisso di ben -12,6 °C, seguito a ruota dal valore di -12,4°C registrato il giorno precedente. Un altro picco notevole è stato registrato il 20 dicembre 2009 (-9.0°C). 

| Torino Fisica dell'Atmosfera (2005-2024) | Mesi        | Mesi         | Mesi        | Mesi        | Mesi        | Mesi        | Mesi        | Mesi        | Mesi        | Mesi        | Mesi        | Mesi        | Stagioni | Stagioni | Stagioni | Stagioni | Anno  |
| Torino Fisica dell'Atmosfera (2005-2024) | Gen         | Feb          | Mar         | Apr         | Mag         | Giu         | Lug         | Ago         | Set         | Ott         | Nov         | Dic         | Inv      | Pri      | Est      | Aut      | Anno  |
| ---------------------------------------- | ----------- | ------------ | ----------- | ----------- | ----------- | ----------- | ----------- | ----------- | ----------- | ----------- | ----------- | ----------- | -------- | -------- | -------- | -------- | ----- |
| T. max. assoluta (°C)                    | 26,7 (2007) | 26,4 (2020)  | 27,4 (2015) | 31,6 (2011) | 33,2 (2009) | 38,8 (2019) | 38,2 (2015) | 38,6 (2015) | 34,6 (2006) | 32,0 (2023) | 23,7 (2015) | 21,7 (2023) | 26,7     | 33,2     | 38,8     | 34,6     | 38,8  |
| T. min. assoluta (°C)                    | −6,4 (2009) | −12,6 (2012) | −5,7 (2005) | 2,4 (2021)  | 5,1 (2017)  | 8,6 (2006)  | 13,0 (2014) | 12,5 (2014) | 7,5 (2020)  | 2,2 (2007)  | −2,1 (2005) | −9,0 (2009) | −12,6    | −5,7     | 8,6      | −2,1     | −12,6 |

### Precipitazioni estreme mensili dal 2005 a oggi
Il mese più piovoso registrato è il settembre del 2005, con ben 336 mm di accumulo, mentre i mesi che non hanno totalizzato nessun accumulo nell'arco dei 20 anni sono: dicembre 2015, ottobre 2017 e febbraio 2020. L'anno più piovoso è il 2024, con 1374.8 mm di accumulo totale, mentre l'anno più siccitoso è stato il 2022, anno cardine della siccità che coinvolse il Nord Italia in quegli anni, con solamente 344.6 mm di accumulo.